# Diplodontites
Diplodontites је род слатководних шкољки из породице Mycetopodidae.

## Врсте
Врсте у оквиру рода Diplodontites:
- Diplodontites cookei Marshall, 1922
- Diplodontites olssoni Pilsbry, 1933
- Diplodontites pilsbryana Olsson & Wurtz, 1951